# Vesancy
Vesancy és un municipi francès situat al departament de l'Ain i a la regió d'Alvèrnia-Roine-Alps. L'any 2007 tenia 511 habitants.

## Demografia

### Població
El 2007 la població de fet de Vesancy era de 511 persones. Hi havia 208 famílies de les quals 56 eren unipersonals (16 homes vivint sols i 40 dones vivint soles), 60 parelles sense fills, 72 parelles amb fills i 20 famílies monoparentals amb fills.
La població ha evolucionat segons el següent gràfic:
Habitants censats

### Habitatges
El 2007 hi havia 237 habitatges, 207 eren l'habitatge principal de la família, 10 eren segones residències i 19 estaven desocupats. 167 eren cases i 69 eren apartaments. Dels 207 habitatges principals, 130 estaven ocupats pels seus propietaris, 69 estaven llogats i ocupats pels llogaters i 8 estaven cedits a títol gratuït; 3 tenien una cambra, 19 en tenien dues, 29 en tenien tres, 47 en tenien quatre i 109 en tenien cinc o més. 182 habitatges disposaven pel capbaix d'una plaça de pàrquing. A 84 habitatges hi havia un automòbil i a 115 n'hi havia dos o més.

### Piràmide de població
La piràmide de població per edats i sexe el 2009 era:
| Homes | Edats   | Dones |
| ----- | ------- | ----- |
| 0     | 95 o +  | 0     |
| 0     | 90 a 94 | 0     |
| 0     | 85 a 89 | 0     |
| 0     | 80 a 84 | 0     |
| 4     | 75 a 79 | 8     |
| 16    | 70 a 74 | 4     |
| 4     | 65 a 69 | 16    |
| 8     | 60 a 64 | 8     |
| 4     | 55 a 59 | 4     |
| 12    | 50 a 54 | 16    |
| 20    | 45 a 49 | 16    |
| 24    | 40 a 44 | 20    |
| 16    | 35 a 39 | 20    |
| 24    | 30 a 34 | 24    |
| 16    | 25 a 29 | 24    |
| 4     | 20 a 24 | 12    |
| 20    | 15 a 19 | 4     |
| 0     | 10 a 14 | 16    |
| 16    | 5 a 9   | 28    |
| 24    | 0 a 4   | 12    |

## Economia
El 2007 la població en edat de treballar era de 338 persones, 267 eren actives i 71 eren inactives. De les 267 persones actives 260 estaven ocupades (140 homes i 120 dones) i 7 estaven aturades (2 homes i 5 dones). De les 71 persones inactives 18 estaven jubilades, 25 estaven estudiant i 28 estaven classificades com a «altres inactius».

### Ingressos
El 2009 a Vesancy hi havia 208 unitats fiscals que integraven 521,5 persones, la mediana anual d'ingressos fiscals per persona era de 26.845 €.

### Activitats econòmiques
Dels 9 establiments que hi havia el 2007, 1 era d'una empresa de fabricació d'altres productes industrials, 2 d'empreses de construcció, 1 d'una empresa de comerç i reparació d'automòbils, 1 d'una empresa de transport, 1 d'una empresa d'hostatgeria i restauració, 1 d'una empresa de serveis i 2 d'entitats de l'administració pública.
Dels 3 establiments de servei als particulars que hi havia el 2009, 2 eren fusteries i 1 restaurant.
L'any 2000 a Vesancy hi havia 4 explotacions agrícoles.

## Equipaments sanitaris i escolars
El 2009 hi havia una escola elemental.

## Poblacions més properes
El següent diagrama mostra les poblacions més properes.